# Peter Claussen
Peter Claussen (Sahrensdorf auf Fehmarn, 24 de octubre de 1877-Erlangen, 31 de diciembre de 1959) fue un micólogo y botánico alemán, que accedió a rector de la Universidad de Marburgo.

## Carrera
Recibió su doctorado en 1901, en la Universidad Humboldt de Berlín, y se habilitó en 1904 como asistente en Friburgo / Br. de botánica. Y en 1907, se trasladó a Berlín al Instituto Botánico. Continuó su carrera, en 1911, en el Centro de Investigación Biológica Imperial de Agricultura y Bosques en Berlín, donde fue oficial ejecutivo en 1921. En septiembre de 1918 se trasladó brevemente a la administración militar alemana en el Báltico, reorganizando la Universidad de Tartu.
Entre 1920 a 1921, fue brevemente profesor de la Academia de Ciencias Forestales Hann. Munden. En 1921 fue nombrado miembro de la Universidad de Erlangen. Desde 1922, Director del Instituto de Botánica y Director del Antiguo Jardín Botánico de Marburgo. En 1943, fue retirado.
Fue miembro de la DNVP. En noviembre de 1933, firmó el compromiso de los profesores alemanes con Adolfo Hitler.

## Algunas publicaciones
- Die natürlichen Pflanzenfamilien nebst ihren Gattungen und wichtigsten Arten, insbesondere den Nutzpflanzen 6. Abteilung: Eumycetes (Fungi). Klasse Basidiomycetes (La naturaleza de las familias y géneros de plantas, junto con sus especies más importantes, en particular los cultivos sexta División: Eumycetes (Fungi). Clase Basidiomycetes)., Berlín 1928
- Fortpflanzung im Pflanzenreiche (Reproducción en el reino vegetal). 1915

- Über die Wirkung des Teers, insbesondere geteerter Straßen auf den Pflanzenwuchs (Sobre la naturaleza del alquitrán, especialmente los caminos cubiertos de alquitrán en el crecimiento de las plantas). Berlín 1913
- Zur Entwicklungsgeschichte der Ascomyceten: Pyromena confluens (Historia del desarrollo de Ascomycetes: Pyromena confluens). Ed. G. Fischer, 64 pp. 1912
- Pflanzenphysiologische Versuche und Demonstrationen für die Schule (Plan de experimentos fisiológicos y demostraciones para la escuela). Teubner Leipzig 1910
- Zur Entwickelungsgeschichte der Ascomyceten (Embriología de los Ascomycetes). Ed. Breitkopf & Härtel, 27 pp. 1905

## Reconocimientos
- Por muchos años presidente de la Sociedad Botánica de Alemania

## Eponimia
- (Cyperaceae) Lagenocarpus claussenii H.Pfeiff.[1]
- (Dioscoreaceae) Dioscorea claussenii Uline ex R.Knuth[2]
- (Malvaceae) Abutilon claussenii Krapov.[3]
- (Piperaceae) Ottonia claussenii Trel.[4]

## Literatura
- Große Bayerische Biographische Enzyklopädie, vol. 1, Saur Verlag, pp. 296
- erich Donnert. Die Universität Dorpat-Jur’ev 1802-1918. Ein Beitrag zur Geschichte des Hochschulwesens in den Ostseeprovinzen des Russischen Reiches (La Universidad Dorpat-Jur'ev 1802-1918. Una contribución a la historia de la educación superior en las provincias bálticas del Imperio Ruso). Frankfurt am Main u.a. 2007, pp. 199–208